# Ред источног храма
Ред источног храма (лат. Ordo Templi Orientis - OTO) је једна од најпознатијих гностичких секти.

## Оснивање
Оснивач модерног реда био је богати аустралијски индустријалац Карл Келнер (1850-1905) који је наводно био и масон високог степена. Оснивање се десило 1895. године, а прва публикација реда десила се већ 1902. године у једној масонској публикацији Теодора Ројса који ће наследити Келнера након његове смрти. Теодор Ројс је рођен 1855. године, био је певач, новинар и масон. Промовише ред и поставља истакнуте чланове за поглаваре у Француској, Немачкој и САД. Сусрет који ће обележити даљу судбину реда одиграо се 1912. када је Ројс упознао Алистера Кроулија. Фасциниран својим пријатељем Ројс га је одредио као свог наследника и он је 1922. постао поглавар реда (Ројс се годину дана раније повукао са тог места због болести ). Алистер Кроули ред проглашава „Мисионарском организацијом Новог Еона“ што би значило мисионарством новог доба, новог времена. Кроули се и раније трудио да организацију дистанцира од Слободног зидарства сматрајући да је ред под Ројсом постао Масонско удружење, такође се противио уласку масона у ред без претходне иницијације, наиме до тада се масонима издавала потврда о чланству само на основу њиховог степена у ложи, и као свој одговор на то он је 1917. у време када је Ројс још увек био поглавар комплетно ревидирао ритуале одбацивши термин „Масонерија“. Ројс је те ритуале признао као званичне ритуале реда. У оквиру реда Алистер је проглашен „краљем Британије и Ирске“ и он је као поглавар у ред унео своју доктрину базирану на основу његовог личног искуства, рада и праксе. Издаје пуно наслова, али свакако је најважнији „Књига закона“ коју је написао 1904. и коју му је диктирао „Ајваз“ или дух космичке интелигенције. Захваљујући његовом раду оснива се на десетине ложа широм САД и Канаде. Алистер Кроули умире 1947. године. Ред свој врхунац доживљава седамдесетих и осамдесетих када је на челу реда Греди Макмартри, његов претходник био је Немац Карл Гермер. Греди 1970. објављује „Кроули/Херис тарот-карте“ које треба да буду од помоћи при призивању енергије, затим 1983. у јавности се појављују „Свете књиге Телеме“, а „Књига закона“ је преплавила светска тржишта. Ред оснива кампове и оазе што поред ложа чини врсте формацијског организовања, а ред је као верска организација чак био и ослобођен плаћања пореза. Макмартри умире 12. јула 1985. Два месеца након његове смрти за новог поглавара (Халифа) изабран је Frater Hymenaeus Beta и он се на тој дужности налази и данас.

## Учење
Следбеници ОТО-а сматрају да ″Човеку Новог Еона″ нуде највишу истину. Тајна примања више истине крије се у примању соларне свести. Припадници овог реда себе сматрају одабраним спасиоцима човечанства, такође они се изјашњавају и као окултни гностици. Верују да је планетарни закон онај који је Ајваз издиктирао Кроулију, сам Ајваз се призива магијским ритуалима. Виша истина која се сазнаје кроз проповеди ставља човека у положај Сунца. Магију сматрају историјским извориштем из ког се временом развила наука.Магија представља и уметност, знање у ОТО-у се постиже помоћу сопствених мистичних стања свести. Ера ″Новог Еона″ је почела 8, 9 и 10. априла јер је током та три дана Ајваз Кроулију диктирао своје законе.

## Ритуали
Основни циљ ритуала јесте постизање стања свести који омогућава стапање са космичком интелигенцијом. Сваки ритуал има припремну фазу, затим фазу чишћења, ритуал завета, ритуал призива, мису и причешће, иницијација (уколико постоје кандидати), ритуал стапања са Ајвазом и као завршна фаза се практикује ″дозвола за одлазак″ Храм мора бити сав у црвеном са црним завесама на сваком прозору и да се на свакој завеси налази хексаграм и ружа са пет листова. Звезда је сребрне боје. Олтар стоји на северу и на њему се налазе пехар, нож, штап, жезло и круна. На западној страни храма налази се мали олтар. Боје свештеничких мантија су беле и црвене и на њима се такође налази звезда. Храм може бити свака затворена просторија. Под је у црним и белим квадратима. Светилиште или високи олтар налази се на источној страни. Пре него што се призове Ајваз врши се ритуал терања које подразумева купање, облачење чисте одеће а затим се прочишћава и цео храм. Тако прочишћен магичар обележава круг око себе док остали седе около. Сама служба се састоји од изговарања завета мага и читања ″Књиге Закона″. 

## Контроверзе
Поједини аутори наводе да се ритуали ОТО-а завршавају коришћењем опојних супстанци а неретко и оргијама, нагађа се да је овакво понашање подстицао лично Алистер Кроули као и то да је био хероински зависник. По веровању овог реда хришћанство је јерес гностике а не обрнуто како званична црква тврди. Нека од правила која се налажу члановима је да дуг према ложи има приоритет у односу на сваки други као и то да је пожељно давати велике новчане прилоге као и
непокретну имовину. Охрабрује се и сматра за пожељно слављење смрти другог члана ложе музиком и весељем јер се тако искорењује страх од смрти. Трудницама се саветује да се учлане како би се њихова деца могла родити под заштитом реда. Од сваког члана се тражи да у организацију уведе и своје пријатеље као и људе на високим положајима у друштву ″јер је крајња намјера да се свјетовна моћ државе уведе у Закон да би друштво било вођено у слободу и благостање примјеном његових начела″